# اندی مک آووی
اندی مک آووی (انگلیسی: Andy McAvoy؛ زادهٔ ۲۸ اوت ۱۹۷۹) بازیکن فوتبال اهل بریتانیا است.
از باشگاه‌هایی که در آن بازی کرده‌است می‌توان به باشگاه فوتبال هارتل پول یونایتد، باشگاه فوتبال مکلسفیلد تاون، و باشگاه فوتبال بلکبرن روورز اشاره کرد.